# Девід Мута
Девід Мута (нар. 24 жовтня 1987, Кімбе, провінція Західна Нова Британія, Папуа Нова Гвінея) — папуаський футболіст, півзахисник клубу «Маріст Файр» з Телеком С-Ліги та збірної Папуа Нової Гвінеї.

## Клубна кар'єра
Мута розпочав свою кар'єру футболіста в 2006 році в «Хекарі Юнайтед». Два роки по тому він приєднався до австралійського клубу «Саншайн Кост» та допоміг своїй новій команді виграти Чемпіонат штату Квінслкед.
6 грудня 2008 року у товариському матчі в Новій Зеландії він зіграв проти «ЛА Гелаксі» у складі «XI Команди всіх зірок Океанії».
Після повернення до Папуа Нової Гвінеї, Мута був капітаном «Хекарі Юнайтед» під час перемоги команди в Лізі чемпіонів ОФК в 2010 році, а також був лідером команди на Клубному чемпіонаті світу з футболу 2010 року, який проходив у Об'єднаних Арабських Еміратах. У першому матчі турніру він відіграв усі 90 хвилин проти клубу «Аль-Вахда», в якому «Хекарі Юнайтед» поступився з рахунком 0:3.

## Міжнародна кар'єра
Мута представляв збірну Папуа Нової Гвінеї U-23 на чоловічому кваліфікаційному турнірі в Фіджі до Олімпіади 2008, протягом якого він відзначився 2 голами.
27 серпня 2011 року Мута дебютував у головній збірній країни, на Тихоокеанських іграх 2011 року, суперником Папуа Нової Гвінеї була збірна Островів Кука, матч завершився перемогою папуасів з рахунком 4:0.
Мута був обраний капітаном збірної на домашньому Кубку націй ОФК 2016. Він зіграв в усіх матчах збірної Папуа Нової Гвінеї на турнірі та допоміг команді вперше в своїй історії дійти до фіналу турніру. Незважаючи на програш у фіналі Новій Зеландії, він отримав звання найкращого футболіста турніру та був нагороджений Золотим М'ячем.

### Голи за збірну
В таблиці голів та результатів матчів голи збірної Папуа Нової Гвінеї подано першими.
| # | Дата                | Стадіон                                  | Суперник     | Рахунок | Рнзультат | Змагання                |
| - | ------------------- | ---------------------------------------- | ------------ | ------- | --------- | ----------------------- |
| 1 | 27 серпня 2011 року | «Стад Боева», Буларі Бей, Нова Каледонія | Острови Кука | 3–0     | 4–0       | Тихоокеанські ігри 2011 |

## Досягнення

### Клубні
Хекарі Юнайтед
- Національна Соккер Ліга ПНГ:
  -  Чемпіон (8): 2006, 2007-08, 2008-09, 2009-10, 2010-11, 2011-12, 2013, 2014

- Ліга чемпіонів ОФК:

-   -  Переможець (1): 2009/10

Саншайн Кост
- Чемпіонат штату Квінсленд з футболу
  -  Чемпіон (1): 2008

### Збірні
- Срібний призер Кубка націй ОФК: 2016

### Індивідуальні
- Золотий м'яч Кубку Націй ОФК: 2016